# Universiteit van Antananarivo
De Universiteit van Antananarivo (Frans: Universite d'Antananarivo) is een openbare universiteit in Madagaskar, gelegen in de hoofdstad Antananarivo. De universiteit is opgericht op 16 december 1955. Deze universiteit was de belangrijkste van het land en in 1961 werd het de Universiteit van Madagaskar genoemd. De Universiteit van Madagaskar opende later nog eens vijf vestigingen in Antsiranana, Fianarantsoa, Toamasina, Toliara en Mahajanga.
In 1988 werden alle universiteiten onafhankelijk van elkaar en de Universiteit van Madagaskar bestaat dan niet meer, de naam Universiteit van Antananarivo wordt weer gebruikt.

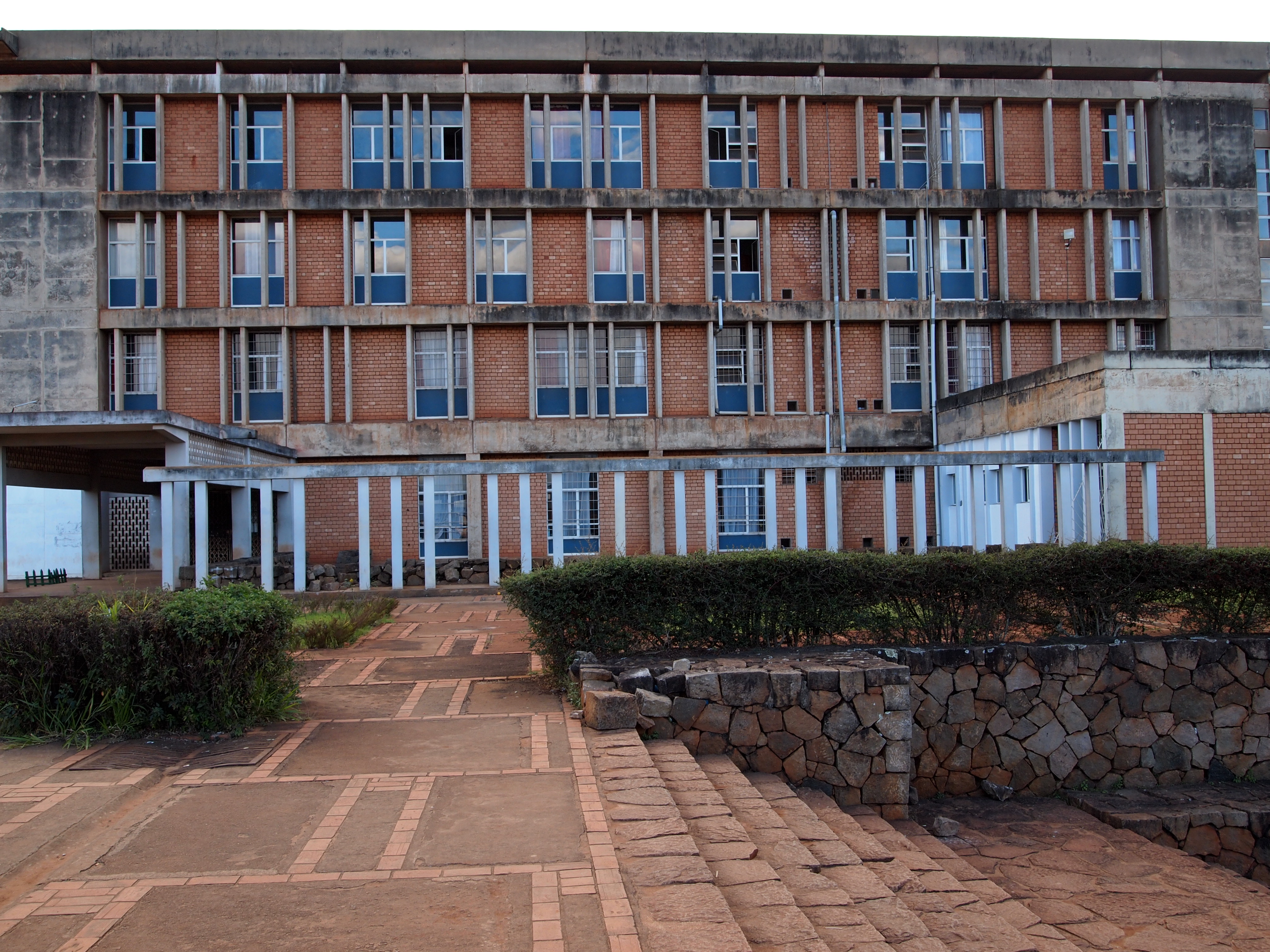
Afdeling sociale wetenschappen.

- Gemeinsame Normdatei: 36266-9
- International Standard Name Identifier: 0000 0001 2165 5629
- Library of Congress Control Number: n79084780
- Nationale Bibliotheek van Israël: 987007597048505171
- Système universitaire de documentation: 026599384
- Virtual International Authority File: 136802472